# NGC 5655
NGC 5655 é uma galáxia espiral (Sc) localizada na direcção da constelação de Boötes. Possui uma declinação de +13° 58' 09" e uma ascensão recta de 14 horas, 30 minutos e 51,0 segundos.
A galáxia NGC 5655 foi descoberta em 4 de Abril de 1831 por John Herschel.